# Geoliteracidad
Según la definición de National Geographic,  la geoliteracidad es "la capacidad de utilizar la comprensión geográfica y el razonamiento geográfico para tomar decisiones".

## Historia
El término "geoliteracidad" surgió de la "Lucha contra el analfabetismo geográfico" de la National Geographic Society. La organización lanzó varios medios para ayudar a explicar el concepto al público en general. En un editorial, Daniel C. Edelson, vicepresidente de educación de National Geographic, dijo: "La preocupación de la National Geographic Society por la alfabetización geográfica proviene de nuestra misión. Consideramos que la geoliteracidad proporciona herramientas que permitirán a las comunidades proteger recursos naturales y culturales, reducir los conflictos violentos y mejorar la calidad de vida en todo el mundo. Sin embargo, tener una población alfabetizada en geografía también es fundamental para mantener la competitividad económica, la calidad de vida y la seguridad nacional en nuestro mundo moderno e interconectado ", y han publicado varios medios para ayudar a explicarlo al público en general. Además, la National Geographic Society creó el Fondo para la geoliteracidad, en el que las donaciones ayudan a financiar la impresión de materiales para la educación, el desarrollo profesional de los educadores y programas para ayudar a crear conciencia sobre la importancia de la alfabetización geográfica.

## Componentes
Según Edelson, los 3 componentes de la alfabetización geográfica son:
- Interacciones: comprensión de los sistemas humanos y naturales
- Interconexiones: razonamiento geográfico
- Implicaciones: toma de decisiones sistemática

## Actividades educativas
"Kid World Citizen", un sitio que ofrece "actividades educativas multiculturales para enseñar ... a los niños sobre el mundo", y que enumeró las siguientes "lecciones apropiadas para su edad para aumentar la alfabetización geográfica en los estudiantes de la escuela primaria":
- Explorar diferentes hogares en todo el mundo y adivinar por qué los tipos de hogar se adaptan a su entorno.
- Descubrir por qué ciertas culturas celebran determinadas fiestas y qué es importante para ellas.
- Investigar diferentes hábitats y biomas, como la selva tropical; observar las formas tangibles en que los niños pueden prevenir su destrucción.
- Rodear a los niños de geografía: estudiar mapas, crear mapas, seguir mapas, jugar con mapas. Entre más pequeños desarrollen los niños su inteligencia espacial, mejor comprenderán su lugar en este mundo.
- Aprender sobre el ciclo del agua y la conservación y gestión de nuestros recursos de agua dulce.
- Investigar el animal favorito de su hijo y convertir este conocimiento en una lección global sobre cómo proteger su hábitat y fuentes de alimento. ¿Qué decisiones podemos tomar que afectarán el resultado de este animal?

## Investigación y proyectos educativos
En 2012, InTeGrate ("un esfuerzo comunitario para mejorar la alfabetización en geociencias y construir una fuerza laboral que pueda hacer uso de las geociencias para resolver problemas sociales") celebró una reunión de autores de módulos sobre el tema. Iniciativas más recientes integran la geoliteracidad con la enseñanza de temas en desarrollo sustentable o con educación basada en proyectos.

## Usos anteriores del término "alfabetización geográfica"
En 2002, Robert E. Nolan del Centro de Información de Recursos Educativos publicó un informe de investigación / artículo de revista titulado "Geoliteracidad: qué tan bien los adultos entienden el mundo en el que viven", que incluía "una prueba de geografía física y geopolítica [...] que fue completada por 321 adultos ". Los años de educación formal y la edad se correlacionaron con la alfabetización geográfica, y el aprendizaje informal, como los viajes, la lectura, los medios de comunicación, se utilizó como la principal fuente de conocimiento geográfico para aquellos con un mayor nivel educativo. Un hallazgo notable fue que las mujeres, independientemente del nivel de educación, obtuvieron puntuaciones significativamente más bajas que los hombres " 
En 2001, la Alianza Geográfica de Arizona lanzó un proyecto llamado "Proyecto de geoliteracidad" que integró la educación en geografía en la instrucción de lectura y escritura. En este caso, su término "geoliteracidad" se refiere a la integración de la geografía y la alfabetización tradicional en artes del lenguaje.
En 1997, Linda Ferguson y Eva LaMar establecieron un proyecto educativo que llamaron "Proyecto de geoliteracidad". LaMar describe la alfabetización geográfica como "el uso de herramientas de comunicación y aprendizaje visual para construir una comprensión profunda - o alfabetización - de la geografía, la geología y la historia local".